# رود دسنا
رود دسنا (به روسی: Десна) رودی است از کشورهای روسیه و اوکراین می‌گذرد و از ریزابه‌های رود دنیپر است و به آن می‌ریزد. طول این رود ۱٬۱۳۰ کیلومتر و مساحت حوضه آبریز آن ۸۸٬۹۰۰ کیلومتر مربع است.
عرض رود دسنا در اوکراین بین ۶۰ تا ۲۵۰ متر متغیر و میانگین عمق آن ۳ متر است. میانگین دبی سالانه ۳۶۰ متر مکعب در ثانیه است. این رود از اوایل دسامبر تا اوایل آوریل یخ بسته و از نووهورود-سیورسکیی تا مصب به طول ۵۳۵ کیلومتر قابل کشتی‌رانی است.